# 乌佐内堡
乌佐内堡（義大利語：Castelletto Uzzone）是意大利库内奥省的一个市镇。总面积15平方公里，人口375人，人口密度25.0人/平方公里（2009年）。ISTAT代码为004050。